# Dioctria harcyniae
Dioctria harcyniae är en tvåvingeart som beskrevs av Friedrich Hermann Loew 1844. Dioctria harcyniae ingår i släktet Dioctria och familjen rovflugor. Inga underarter finns listade i Catalogue of Life.